# 矢島由紀
矢島 由紀（やじま ゆき、1962年2月11日 - ）は、日本の元女優。本名同じ。
千葉県出身。東海大学精華女子高等学校卒業。ジャパンアクションクラブ（現、ジャパンアクションエンタープライズ）に所属していた。

## 来歴・人物
子供のころから運動が得意で、バレーボールかバスケットボールの選手を目指していたが、宝塚歌劇団の『ベルサイユのばら』を鑑賞したことがきっかけでタカラジェンヌにも関心を示すようになる。しかしオーディション雑誌に載っていたジャパンアクションクラブ（JAC）の募集広告を見て「これだ！」と思い、オーディションを受け合格。
1981年3月にJAC11期生（後に12期生に改称）として入会。ファンクラブ会報では「ちょっぴり少年っぽい、健康的な女の子」と紹介される。当時の合格者出演の映画『吼えろ鉄拳』でデビュー後、新人としては約3カ月という異例の早さで映画『冒険者カミカゼ -ADVENTURER KAMIKAZE-』の仁科ミチコ役に抜擢される。NHKの情報番組『600こちら情報部』でJACの女性メンバーが取り上げられ、井上清和、小島憲子と共にスタジオ生出演した際に、先輩の井上は「普通は最低でも3年間は練習を積まないと使い物にならない」と語っているが、1982年の京都・清滝でのJACファンイベントでは、12期女性メンバーで唯一アクションの個人演技を披露。JAC側からの期待が大きかったことが窺える。
ほどなく舞台『ゆかいな海賊大冒険』（新宿コマ劇場）や真田広之のコンサートステージに出演後、映画『パソコンウォーズISAMI』に、主人公イサミの好敵手となるショウコ役で出演。当初の脚本ではショウコは存在せず、「テツ」という名前のいかつい大男が設定されていたが、監督の橋本以蔵がアクション協力を求めるためJACの練習場を訪れていた際に矢島を見初め、出演を依頼し脚本もすべてテツからショウコに置き換えて書き直したという。矢島は会報で「ショウコは（演じるのが）非常に難しかった」と語っている。
その後テレビ時代劇『柳生十兵衛あばれ旅』で初のレギュラー出演を果たし、十兵衛の盾となって命を落とす裏柳生・朱実を好演。再演となる梅田コマ劇場での『ゆかいな海賊大冒険』では酒場で酒を飲んで酔っ払ってしまう海賊団のマスコットボーイ・ボルトを演じた。どちらの作品でも共演、大先輩でもあり憧れだった志穂美悦子のことを、矢島は会報でのショートエッセイで「仕事には厳しいけど、優しいお姉さんのような存在」と評し、とあるステージ出演時に衣装がなくて困っていたところ、志穂美が自分の衣装をすべて貸してくれたというエピソードを披露し、「女性としても人間としても最高の人」と綴っている。
特撮初出演となる『宇宙刑事シャリバン』では、イガ星人の末裔であるベル・ヘレンを演じ、アクションに加えキャラクター性とドラマチックな最期が話題となる。ワイルドな外見にキュートな声のギャップが魅力で森永奈緒美とともに「ポスト志穂美悦子」としてアイドル的人気を確立。練習場でも一目置かれた存在だったという。
1983年11月中旬、スーパー戦隊シリーズ『超電子バイオマン』撮影開始。シリーズ初の女性イエロー戦士となる小泉ミカ / 初代イエローフォー役で出演。オーディションではなく直接のオファーだったこと、5人の中で最初に役が決定したこと、小泉ミカのキャラクターが矢島に合わせて作られていたなど、製作側からもかなりの期待が寄せられていたが、1984年1月ごろJACを退会し、同番組も降板。その後、表舞台からも姿を消した。
趣味は、登山、ツーリング（普通自動二輪免許取得）。特技は、剣道（二段）、バスケットボール、スキー。好きな言葉は、最上（）。好きな色は、黒、茶色、臙脂（）。
JACの同期である志村忍は「クールで群れることを好まないが、実は寂しがり屋」、田中澄子は「一見他人と壁を作るタイプだが、話をすると親身になって聞いてくれるしっかりした女性」と述べ、『超電子バイオマン』で共演した牧野美千子は「お芝居に対して自分自身に厳しい人。一人離れた場所で台本を読みながら役作りをしていて、すごい気迫を感じていた」と述べている。坂元亮介は、「芝居もアクションもできる稀有な存在であったが、気が強く距離をおいていた」と証言しており、普段の気性も役作りの一環で、ポスト志穂美悦子としてのプライドもあったのではないかと推測している。

## 『バイオマン』降板から引退の経緯
矢島は第7-9話分のアフレコを前に突然番組を降板。同番組プロデューサー・鈴木武幸は撮影済みの映像と脚本をチェックした結果、第10話で矢島演じる小泉ミカ / イエローフォーは変身後の姿（イエローフォーの姿）のみの登場となり同話で「戦死」する形に脚本を修正。ラストシーンでも採石場にてスーツ状態のまま弔いが行われるというショッキングなかたちとなった。当時はオールアフレコだったため、鈴木は矢島の声に似た声優をマネージャーから紹介してもらい、第7話から第10話では声優の田中真弓が矢島の代役としてミカ（イエローフォー）の声を吹き替えした（ノンクレジット扱い）。第11話以降は急遽「2代目イエローフォー」が登場し、番組は継続することになる。
通常、役者不在における降板劇はその数話前から何らかの事情で出られなくなり、そのまま降板に流れるケースが多いが、矢島の件は第9話「人を消すなわ跳び」まで確実に出演していたにもかかわらず、翌週で不在・降板というあまりにも突発的なケースだった。その後、矢島は消息を絶っており、公式な形での事情は明らかになっていない。
鈴木武幸は矢島の失踪で現場が混乱したことから、「一言で良いから謝罪して欲しかった」と述べている。

## 出演

### テレビドラマ
- 柳生十兵衛あばれ旅（1982年 - 1983年、ANB） - 朱実
- 宇宙刑事シャリバン 第36話「風雲の宇宙海にイガ戦士団のZ旗あがる」 - 第42話「戦場を駆けぬけた女戦士の真赤な青春 」（1983年 - 1984年、ANB） - ベル・ヘレン
- 超電子バイオマン 第1話「謎の巨大ロボ出現」 - 第9話「人を消すなわ跳び」（1984年、ANB） - 小泉ミカ / イエローフォー

### 映画
- 吼えろ鉄拳（1981年、東映） - 女子高生
- 冒険者カミカゼ -ADVENTURER KAMIKAZE-（1981年、東映） - 仁科ミチコ
- パソコンウォーズISAMI（1982年、サルボウ・カンパニー）- ショウコ

### 舞台
- ゆかいな海賊大冒険
  - 第2回JACミュージカル（1982年、新宿コマ劇場） - エキストラ
  - 第3回JACミュージカル（1983年、梅田コマ劇場） - ボルト